# Bred paljettdykare
Bred paljettdykare (Graphoderus bilineatus) är en art i familjen dykare i insektsordningen skalbaggar som är fridlyst i Sverige.

## Kännetecken
Bred paljettdykare har en bred kropp och blir upp till 15 millimeter lång. Dess täckvingar är nätmönstrade och gulbruna till svartbruna i färgen, med något ljusare kanter. På halsskölden, som är ljusare än ryggskölden, finns smala mörka band längs framkant och bakkant.

## Utbredning
Bred paljettdykare finns i Skandinavien och i Europa, från Spanien till västra Sibirien i Ryssland.   

### Status
Av IUCN bedöms arten i stort som livskraftig. I Sverige är den dock ganska sällsynt. De största hoten är försurning av vattnen där den lever och lokalt, även förstörelse av dess livsmiljöer, som igenfyllning av dammar.

## Levnadssätt
Bred paljettdykare förekommer i dammar och sjöar. Den vill ha ganska djupt vatten, gärna med riklig växtlighet. Både som fullbildad skalbagge och som larv är den ett rovdjur, som fångar och äter andra, mindre vattenlevande insekter. 